# Postcards from a Young Man
Postcards from a Young Man é o décimo álbum de estúdio da banda galesa de rock Manic Street Preachers, lançado pela Columbia Records em setembro de 2010.
O disco foi definido, pela própria banda, como uma última tentativa de se alcançar o mainstream, sendo uma natural ruptura com o anterior Journal for Plague Lovers (2009). A musicalidade faz referência aos discos de maior sucesso da banda, Everything Must Go (1996) e This Is My Truth Tell Me Yours (1998). Apesar disso, o trabalho contém mais influências do power pop e segundo o trio, foi o primeiro e único na carreira em que desejaram fazer um som mainstream intencionalmente.
A obra recebeu avaliações predominantemente positivas e considerado o disco mais "alegre" e "descontraído" do Manic Street Preachers. Algumas faixas do álbum recebeu comparações com o som de Hunky Dory de David Bowie e Pump, do Aerosmith.

## Faixas
Todas as letras escritas por Nicky Wire, exceto onde anotado, todas as músicas compostas por James Dean Bradfield e Sean Moore, exceto onde anotado.
| N.º            | Título                                                    | Duração |  |
| 1.             | "(It's Not War) Just the End of Love"                     | 3:27    |  |
| 2.             | "Postcards from a Young Man"                              | 3:35    |  |
| 3.             | "Some Kind of Nothingness" (part. Ian McCulloch)          | 3:50    |  |
| 4.             | "The Descent (Pages 1 & 2)"                               | 3:27    |  |
| 5.             | "Hazelton Avenue"                                         | 3:23    |  |
| 6.             | "Auto-Intoxication" (part. John Cale)                     | 3:47    |  |
| 7.             | "Golden Platitudes"                                       | 4:23    |  |
| 8.             | "I Think I Found It"                                      | 3:06    |  |
| 9.             | "A Billion Balconies Facing the Sun" (part. Duff McKagan) | 3:39    |  |
| 10.            | "All We Make Is Entertainment"                            | 4:15    |  |
| 11.            | "The Future Has Been Here 4Ever"                          | 3:38    |  |
| 12.            | "Don't Be Evil"                                           | 3:18    |  |
| Duração total: | Duração total:                                            | 43:48   |  |

## Ficha técnica
- James Dean Bradfield - vocais, guitarras
- Sean Moore - bateria, percussão
- Nicky Wire - baixo, vocais